# Hallsbergs köping
Denna artikel handlar om den tidigare kommunen Hallsbergs köping. För orten se Hallsberg, för dagens kommun, se Hallsbergs kommun.
Hallsbergs köping var en tidigare kommun i Örebro län.

## Administrativ historik
31 augusti 1883 inrättades Hallsbergs municipalsamhälle i Hallsbergs landskommun. Detta med kringliggande område bröts ut ur landskommunen 1908 och bildade Hallsbergs köping dit också delar ur  Kumla landskommun fördes. 1963 inkorporerades i köpingen Hallsbergs landskommun och 1965 Viby landskommun. 1967 bröts delen Tångeråsa (som varit del av Viby landskommun) ut och överfördes till Lekebergs landskommun. 1971 uppgick köpingen i den nybildade Hallsbergs kommun.
Köpingen hörde till Hallsbergs församling.

## Kommunvapen
Blasonering: I rött fält tre i byglarna hopkopplade med svarta nyckelhål försedda hänglås av guld, bildande en på spetsen ställd triangel..
Vapnet fastställdes år 1950.

## Geografi
Hallsbergs köping omfattade den 1 januari 1952 en areal av 6,51 km², varav allt land. Efter nymätningar och arealberäkningar färdiga den 1 januari 1960 omfattade köpingen den 1 november 1960 en areal av 6,52 km², varav 6,49 km² land.

### Tätorter i köpingen 1960
I Hallsbergs köping fanns del av tätorten Hallsberga, som hade 5 949 invånare i kommunen den 1 november 1960. Tätortsgraden i köpingen var då 99,6 procent.

## Politik

### Mandatfördelning i valen 1938-1966
| 1 | 14 | 3 | 2 |

| 20 |

| 15 | 2 | 3 |

| 19 |

| 2 | 13 | 4 | 1 |

| 17 | 3 |

| 15 | 4 | 1 |

| 17 | 3 |

| 14 | 4 | 2 |

| 17 | 3 |

|  | 20 |  | 5 | 3 |

| 24 | 6 |

|  | 21 | 2 | 4 | 2 |

| 25 | 5 |

| 21 |  | 5 | 6 | 2 |

| 31 |

| 19 | 2 | 5 | 6 | 3 |

| 29 | 6 |